# Tamopsis minor
Tamopsis minor är en spindelart som beskrevs av Baehr 1998. Tamopsis minor ingår i släktet Tamopsis och familjen Hersiliidae.
Artens utbredningsområde är Western Australia. Inga underarter finns listade i Catalogue of Life.